# M8 (Rakete)

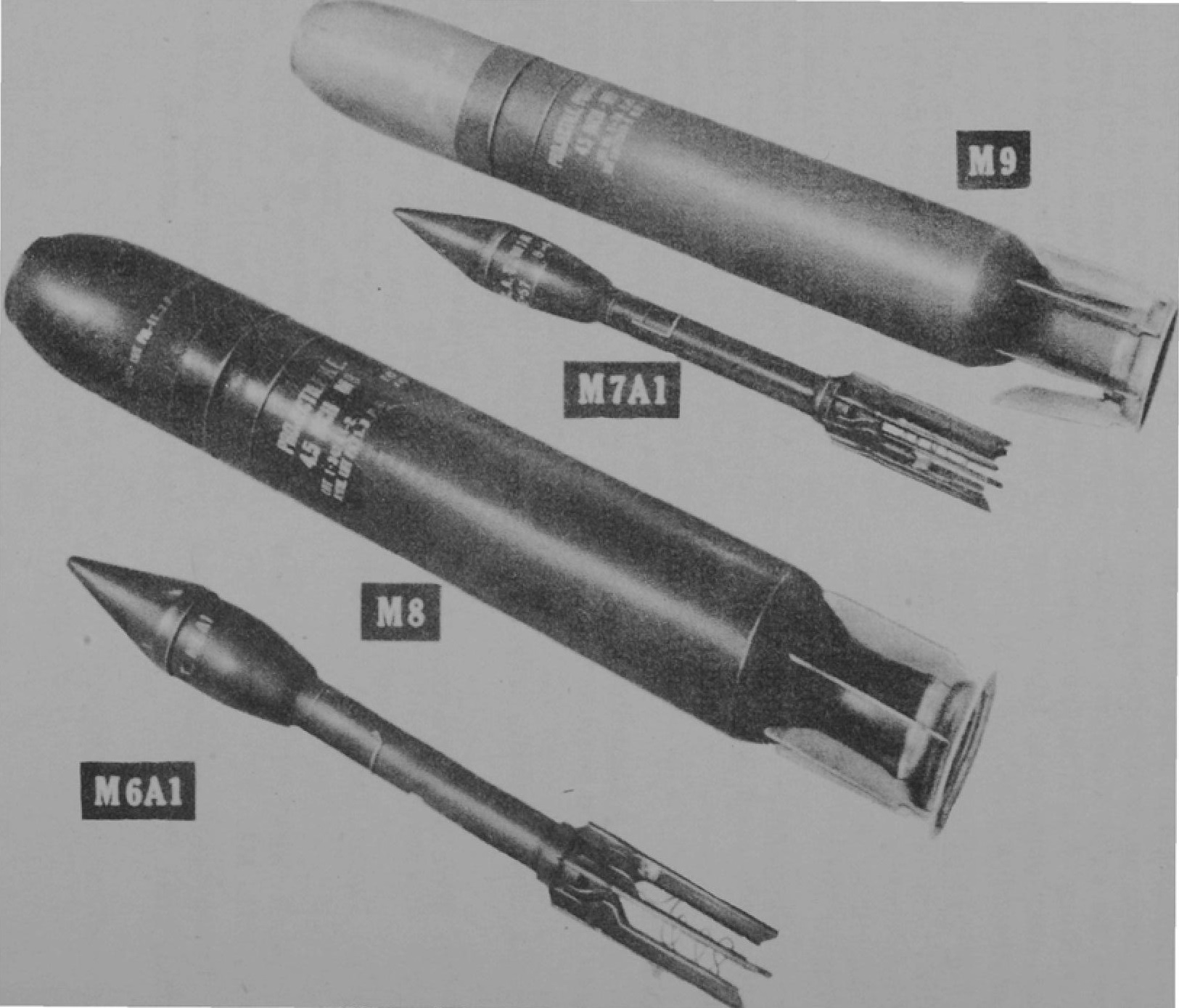
Die M8, die Übungsvariante M9 und gleichzeitig entwickelte Bazooka-Raketen

Die M8, offizielle Bezeichnung Rocket, HE, 4.5-inch, M8 (auf Deutsch etwa Rakete, hochexplosiv, 4,5-Zoll, M8), war eine militärische Rakete der United States Army. Sie wurde während des Zweiten Weltkriegs entwickelt und eingesetzt, durch ein Klappleitwerk stabilisiert und verfügte über eine elektrische Zündung. Ursprünglich als Luft-Luft-Rakete geplant, wurde sie als Luft-Boden- und Boden-Boden-Rakete eingesetzt.
Bis zum Kriegsende 1945 wurden über 2,5 Mio. Raketen produziert, danach wurde die M8 durch verbesserte Nachfolger ersetzt. Trotz ihres kurzen Einsatzes war die M8 für das amerikanische Militär ein wichtiger Schritt, um Erkenntnisse aus Entwicklung, Produktion und Einsatz von Flugkörpern zu sammeln.

## Entwicklung

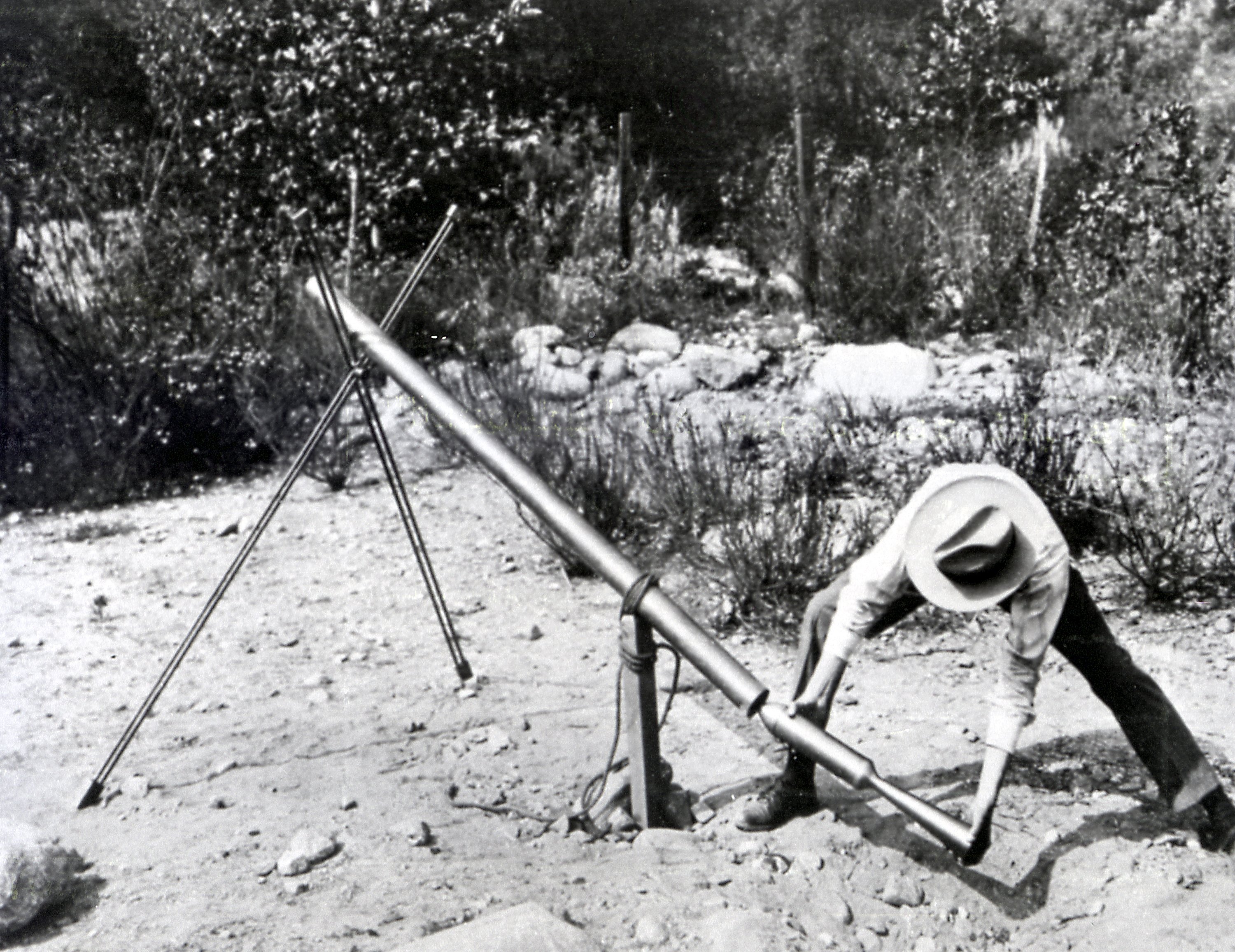
Robert Goddard mit einem Prototyp, 1918

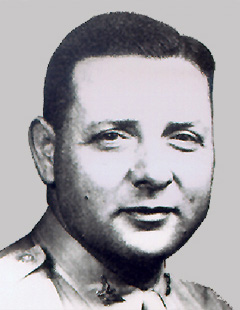
Hauptentwickler Leslie Skinner

Während des Ersten Weltkriegs führte der amerikanische Wissenschaftler und Raketenpionier Robert Goddard in Aberdeen Proving Ground Versuche durch, wie die Raketentechnik militärisch genutzt werden könnte. Sein damaliger Assistent Clarence Hickman hatte die Idee, Raketen als Flugzeugbewaffnung zu nutzen. Diese Raketen sollten aus Röhren, welche unter den Tragflächen angebracht waren, gestartet werden. Mit dem Ende des Ersten Weltkrieges stoppte die US-Armee die weitere Raketenentwicklung.
In den 1930ern beschäftigte sich der US-Army-Offizier Leslie Skinner mit der Weiterführung der Versuche von Goddard und Hickman. Das United States Army Ordnance Department unterstützte ihn nur in geringem Maße und versetzte ihn 1938 nach Hawaii.
Mit dem Ausbruch des Zweiten Weltkriegs bemerkten die USA den technischen Rückstand in der Raketentechnik gegenüber dem Vereinigten Königreich, der Sowjetunion und dem Deutschen Reich. Das daraufhin gegründete National Defense Research Committee (Nationales Komitee zur Verteidigungsforschung, NDRC) übernahm die Koordinierung der Forschung zu militärischen Zwecken. Hickman, nun in Verantwortung einer Sektion des NDRC, sorgte dafür, dass Skinner im November 1940 zur Indian Head Powder Factory versetzt wurde, um dort für die US Army die Forschungsarbeit an den Raketen fortzusetzen. Neben der M8 entwickelte Skinner die Panzerabwehrrakete Bazooka.
Die Intention des NDRC war es, zunächst eine Luft-Luft-Rakete mit Annäherungszünder zu entwickeln. Die Rakete sollte insbesondere bei der Bekämpfung von feindlichen Bombern zum Einsatz kommen. Durch den Annäherungszünder müsste die Rakete das Flugzeug nicht direkt treffen, denn auch ein Vorbeiflug würde die Sprengung auslösen. Splitter und Detonationswelle sollten daraufhin das Flugzeug treffen. Skinner baute als Hauptentwickler, mit Hilfe weiterer Personen des Army Ordnance Department, des NDRC sowie der US Navy, einen Prototyp, der am 29. Mai 1941 zum ersten Mal vom Boden aus gestartet wurde. Die Raketenhülle bildete ein ausgemusterter 4,5-Zoll-Feuerlöscher, der so auch den späteren Durchmesser der M8 festlegte. Die zuerst starren Leitflächen wurden durch einklappbare ersetzt, um die Rakete aus einer Röhre starten zu können. Die Rakete war zunächst unter der Testbezeichnung T12 bekannt. Im Dezember 1941 erreichte der Prototyp stabile Flugeigenschaften.
Die Forschungseinrichtung am Wright Field übernahm die Konzeption eines flugzeugtauglichen Raketenwerfers. Der erste Start in der Luft erfolgte am 6. Juli 1942; der Raketenwerfer war dabei unter einem Flügel einer Curtiss P-40 montiert. Weitere Pläne waren die Entwicklung eines nachladbaren Raketenwerfers für den Bombenschacht einer Douglas A-20. Da die M8 dank des Startrohres theoretisch auch in andere Richtungen als die Flugrichtung des Flugzeugs gefeuert werden konnte, folgten Experimente mit nach oben und nach hinten feuernden Raketenwerfern.
Zu dieser Zeit waren das Ordnance Department und NDRC sehr zuversichtlich bezüglich des Entwicklungsfortschritts der M8, sodass Zusagen über die Verfügbarkeit der Raketen für die im November 1942 angesetzte Operation Torch gemacht wurden. Die Anforderung von anfangs 15.000 Raketen wurde auf 600.000 erhöht. Doch dann geriet das Projekt ins Stocken; neben vielen technischen Problemen wurde die Versorgung mit dem neuartigen Treibladungspulver zum Engpass. Um mehr Ressourcen zur Entwicklung und später beim Bau zur Verfügung stellen zu können, entschied sich das Ordnance Department, das Einsatzprofil auf eine Boden-Boden-Rakete für die Bodenstreitkräfte zu erweitern. Die unterschiedlichen Anwendungsarten sollten durch verschiedene Zünder ermöglicht werden: Annäherungs- für die Luft-Luft-Rakete bzw. Aufschlagzünder für die Boden-Boden-Rakete. Da sich später die Kriegslage zugunsten der Alliierten wendete und feindliche Flugzeuge keine größere Bedrohung mehr darstellten, wurde die Variante mit Annäherungszünder nie eingesetzt. Das Konzept floss aber in eine langfristige Entwicklung zukünftiger Luftkampfwaffen ein. Anstelle des Annäherungszünder statteten die United States Army Air Forces die M8 ebenfalls mit Aufschlagzünder aus, um diese als Luft-Boden-Rakete einzusetzen.
Die Massenproduktion begann schließlich erst im Februar 1943; begleitende Tests zeigten jedoch einige Schwächen in der Konstruktion sowie der Ausführung. Die Produktion wurde im Juni 1943 gestoppt, um die M8 nachzubessern. Alte Lieferverträge wurden gekündigt, neue wurden mit Revere Copper and Brass aus Rome (New York) abgeschlossen. Es wurden auch personelle und organisatorische Umstrukturierungen vorgenommen. Während Skinner nach Europa versetzt wurde, übernahm Gervais Trichel die innerhalb des Army Ordnance Department neu gegründete Abteilung für Raketenentwicklung, mit deutlich aufgestocktem Personal und Budget.
Die Rakete durchlief mehrere Entwicklungszyklen. Die Verbesserungen in der M8A1 waren ein verstärkter Triebwerkskörper und die Eignung für den Einsatz bei höheren Umgebungstemperaturen. Die M8A2 hatte einen kleineren Sprengkopf sowie verstärkte Ummantelung und die M8A3 verbesserte Leitflächen. Erst das endgültige Modell T22 funktionierte zufriedenstellend in einem weiten Temperaturbereich.

## Technik

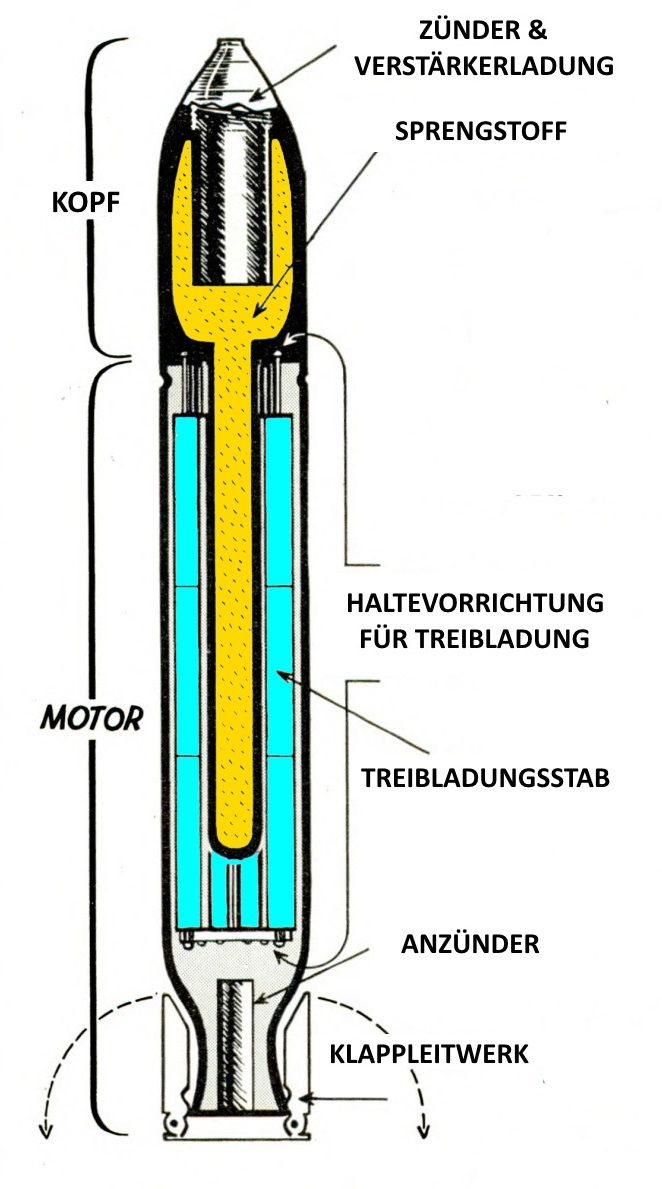
Prinzipschaubild

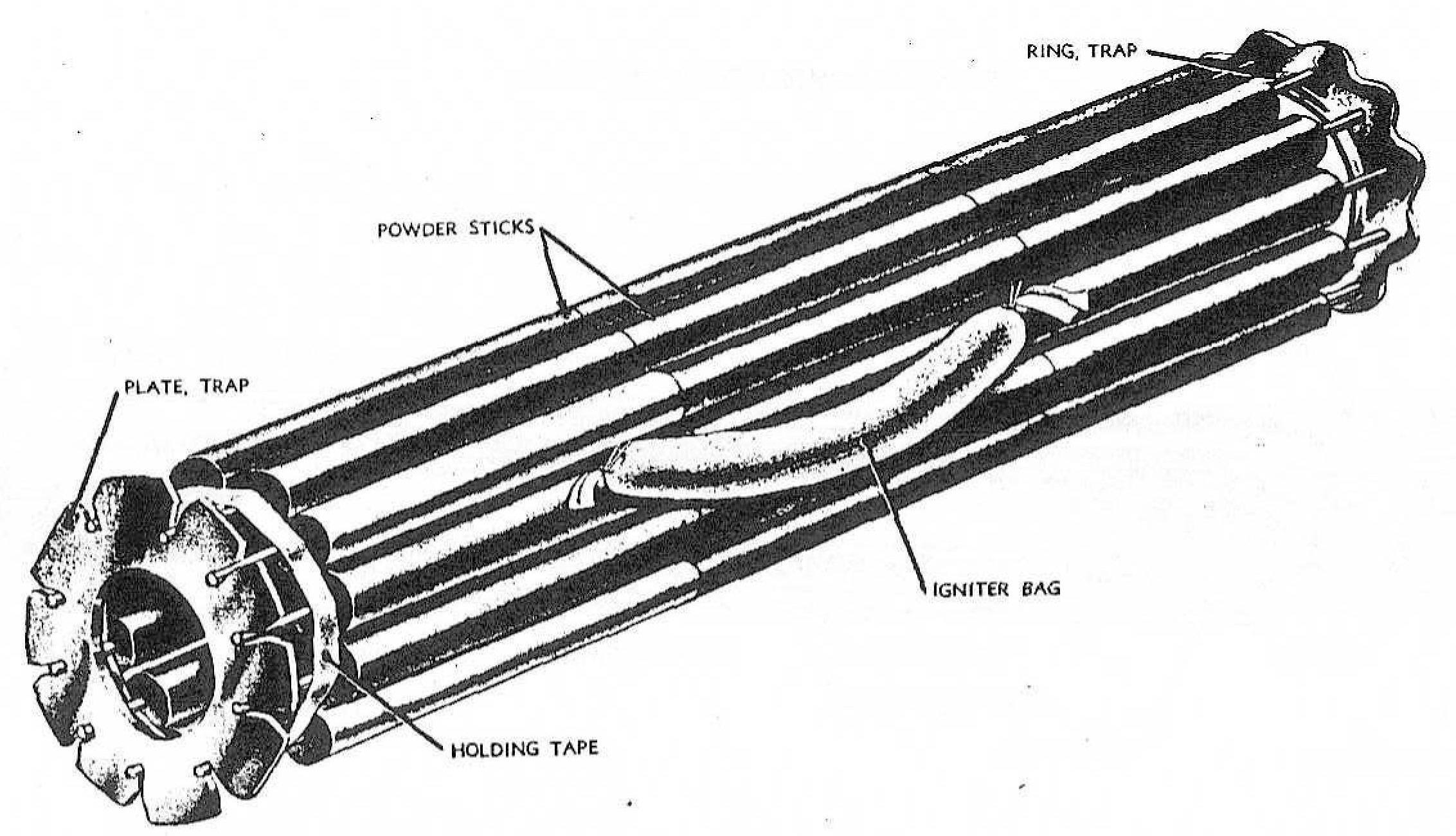
Triebwerk

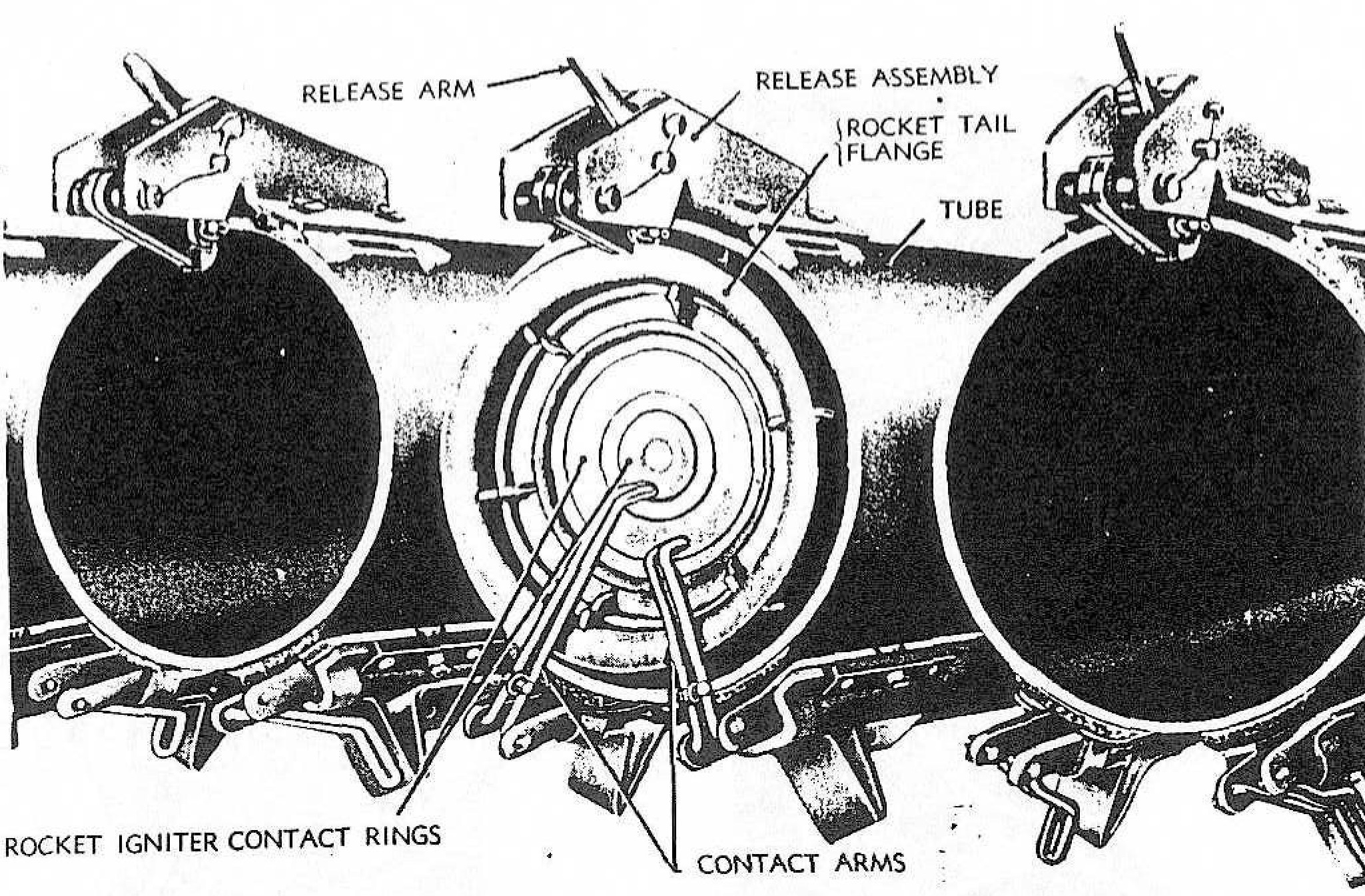
Halte- und Kontaktbügel

Der Raketenkörper setzte sich aus zwei Hauptteilen zusammen: dem Sprengkopf und dem Raketenantrieb. Der Sprengkopf bestand aus einer metallischen Ummantelung, dem Kopfzünder mit Verstärkerladung und einer Sprengröhre, die weit in den Raketenantrieb hineinragte. Um den Sprengstoff vor der Hitze der gezündeten Treibladung zu schützen, war die Sprengröhre auf der Außenseite mit Ton isoliert. Der Sprengkopf und die Röhre waren mit TNT-Sprengstoff, bzw. einer inerten Substanz bei der Übungsvariante M9, gefüllt. Die in den Motor ragende Sprengröhre sorgte bei der Explosion dafür, dass dessen Bestandteile zur Erzeugung zusätzlicher Splitter genutzt wurden. Die Ummantelung des Sprengkopfs war mittels Gewinde mit der Ummantelung des Motors verbunden.
Für die Rakete musste ein neuer Zünder, der M4, konstruiert werden, da der Zünder eines Artilleriegeschosses nicht genutzt werden konnte. Bei Artilleriegeschossen basiert das Scharfstellen des Zünders (Vorrohrsicherung) auf Prinzip des Dralls und der Längsbeschleunigung; bei der leitflächenstabilisierten M8 konnte hingegen nur die Längsbeschleunigung genutzt werden. Das Scharfstellen erfolgt in zwei Schritten; erstens musste der Zünder beim Raketenstart eine Vorwärtsbeschleunigung erfahren, dann musste diese Beschleunigung nach dem Ausbrennen des Triebwerks enden. Die Treibladungsstäbe waren ungefähr 26 Meter nach dem Start verbrannt. Die Absicht hierfür bestand darin, dass keine versehentliche Zündung vor dem Start und während der kurzen Beschleunigungsphase geschah. Der Zünder wurde allerdings bei einer relativ geringen Beschleunigung von 100 g scharfgestellt, was vergleichbar wenig gegenüber einem Artilleriegeschoss (etwa 20.000 g) oder Mörsergranate (etwa 4.000 g) ist. Sobald der Sicherungsstift des Zünders gezogen wurde, durften deshalb beim Beladen des Startrohres keine großen Erschütterungen stattfinden. Der Aufschlagzünder konnte auf sofortige oder eine verzögerte (0,1 s) Zündung eingestellt werden. Bei sofortiger Zündung erfolgte die Explosion an der Oberfläche; Druckwelle und Splitter verteilte sich in einem großen Umkreis. Bei verzögerter Zündung drang die Rakete in das Ziel ein oder es wurde ein tiefer Explosionskrater gebildet.
Die metallische Ummantelung des Motors war zylindrisch und am hinteren Ende zu einer Düse geformt. Sie enthielt die Treibladung und die Anzündvorrichtung. Außen an der Düse waren die eingeklappten Leitflächen montiert. Wenn die Rakete die Abschussröhre verließ, klappten die sechs Leitflächen auf und stabilisierten den Flug der Rakete. Eine Sollbruchstelle in der Motorummantelung stellte bei einem zu großen Druck innerhalb der Motorummantelung sicher, dass der Sprengkopf und Motor getrennt wurden. Der Sprengkopf wurde nach vorne ausgestoßen und hatte dadurch eine deutlich verkürzte Reichweite von nur etwa 100 bis 1000 Meter. Dieses konnte bei einer verstopften Düse oder bei frühen Modellen bei zu hohen Umgebungstemperaturen vorkommen.
Die frühen Versionen der M8 funktionierten sicher mit der fabrikmäßig ausgelieferten Treibladung nur in bestimmten Lufttemperaturbereichen, beispielsweise bis 32 °C bei der ersten Version. Bei einem Einsatz über diesen Umgebungstemperaturbereichen hinaus musste die Treibladung vor Ort um einige Stäbe reduziert werden.
Die Treibladung bestand aus 30 Ladungsstäben aus Ballistit. Jeweils drei Stäbe waren auf einem Haltedraht aufgefädelt; dabei war genügend Spiel zwischen Draht und Stab, so dass diese sowohl an der Außen- wie auch Innenseite abbrennen konnten. Insgesamt waren zehn Haltedrähte ringförmig innerhalb der Ummantelung gespannt. Zwei mit Schwarzpulver gefüllte Beutel waren auf jeder Seite angebracht. Diese Beutel sollten sicherstellen, dass auch die obere Sektion der Treibladung sicher angezündet wurde.
Die Anzündvorrichtung bestand aus Schwarzpulver und einer elektrisch ausgelösten Sprengkapsel. Die Sprengkapsel war mit Kontaktringen auf der Außenseite der Anzündvorrichtung elektrisch verbunden. Bei der späteren Version T22 war auch zusätzlich ein Steckverbinder an einem Kabel montiert. Die Anzündvorrichtung war mit Zement in der Düse fixiert; nach dem Zünden der Treibladung wurde sie von den sich ausbreitenden Gasen aus der Düse ausgestoßen.
Die Rakete wurde von hinten in das Startrohr geladen. Eine Haltevorrichtung des Startrohrs hielt sie am unteren Rand fest. Zwei Kontaktbügel des Startrohrs wurden auf die Kontaktringe der Anzündvorrichtung heruntergeklappt und stellten so die elektrische Verbindung zwischen Rakete und Starter her.

## Einsatz und Weiterentwicklung

### Luft-Boden-Rakete

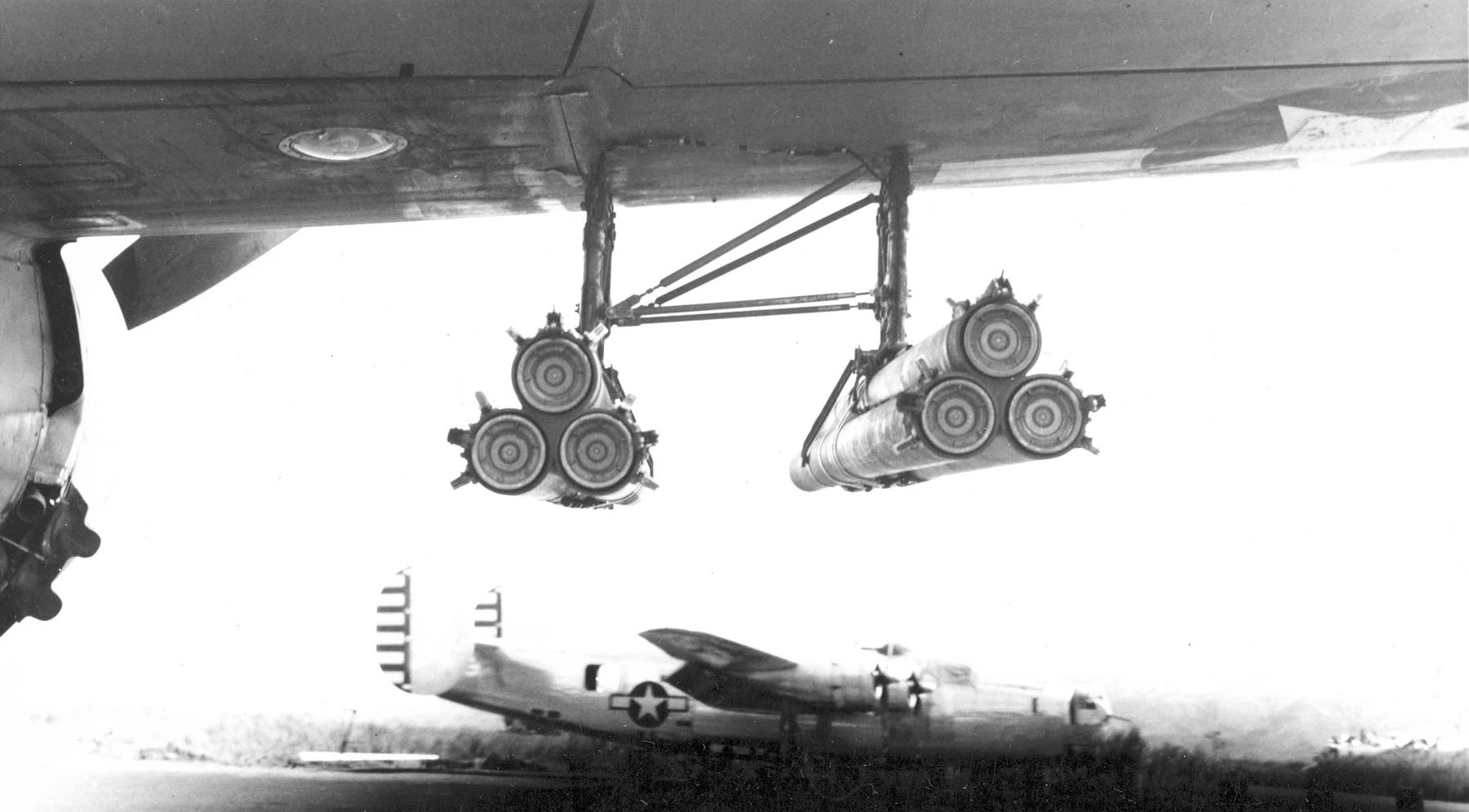
T30 Starter an einer Douglas A-20

Für Flugzeuge wurde der Teststarter T30 entwickelt, welcher dann als M10, M14 und M15 standardisiert wurde. Die drei Starter unterschieden sich nur in dem Material des Startrohrs. Der erste Einsatz der Army Air Forces fand um die Jahreswende 1943/1944 gegen japanische Ziele in Burma, als erster Einsatz einer amerikanischen Luft-Boden-Rakete, statt. Die M8 zeigte jedoch nur eine schwache Wirkung gegen befestigte bzw. gepanzerte Ziele.
Im Einsatz war der große Luftwiderstand der Startröhren ein Nachteil. Die von der Navy zwischenzeitlich entwickelte High Velocity Aircraft Rocket (HVAR) bewies mit einer Zweipunktaufhängung die Startmöglichkeit gänzlich ohne Startrohr. Da sich das Flugzeug bewegte, stabilisierte die vorbeiströmende Luft die Rakete. Unzufrieden mit der langsamen Behebung der mangelhaften Zuverlässigkeit der frühen M8-Raketen und wegen der besseren Genauigkeit der HVAR, stellten die Air Forces ab Sommer 1944 auf die Navy-Entwicklung um. Da die Army Air Forces große Mengen der M8 auf Lager hatte und die HVAR zuerst nicht in den notwendigen Mengen verfügbar war, wurden Rüstsätze bereitgestellt, um die Raketen auf die neue Startmethode umzustellen. Dazu gehörten Ösen um den Raketenkörper sowie größere Leitflächen, welche als zusätzlichen Vorteil die Treffgenauigkeit verbesserten. Am Anzünder wurde ein Kabel mit Stecker angebracht, da die elektrische Verbindung nicht mehr über das Startrohr erfolgte.
Da die HVAR nun ihrerseits von Lieferschwierigkeiten des schnell verbrennenden Treibladungspulver geplagt war, hatte das Ordnance Department die Idee, eine neue Rakete zu entwickeln, welche die Technik der M8 und einige Eigenschaften der HVAR kombinierte. Bei gleichem Durchmesser war die Super 4.5 deutlich länger, verfügte über feste Leitflächen und größeren Gefechtskopf. Sie war im Dezember 1944 fertig entwickelt, wurde jedoch in keinem Kampfeinsatz mehr verwendet.

### Boden-Boden-Rakete
Die Sprengkraft und die Reichweite der eigentlich als Luft-Luft-Rakete konzipierten M8 erlaubten es der United States Army, sie auch als Boden-Boden-Rakete zu verwenden. Sie konnte Geschütze zwar nicht ersetzen, aber in einigen Bereichen ergänzen. Die Reichweite und vor allem die Genauigkeit waren geringer, aber der fehlende Rückstoß ermöglichte es, leichte Mehrfachraketenwerfer mobil einzusetzen und viele Raketen innerhalb einer kurzen Zeit abzufeuern.
Hauptsächlich wurde die M8-Rakete in Mehrfachraketenwerfern als Mittel zum Sperrfeuer verwendet. Bei diesem Einsatzzweck wurde die Rakete als effektiv angesehen, da die Treffgenauigkeit dabei eine untergeordnete Rolle spielte.
Der T27 „Xylophone“ war ein 8-fach-Werfer, der in der Regel auf der Ladefläche eines 2,5-Tonnen-LKWs wie GMC oder Studebaker US6 installiert war. Der erste Einsatztest des T27-Werfers fand im Sommer 1944 vor Brest während der Schlacht um die Bretagne statt; daraufhin wurde der Werfer im großen Maßstab in Europa eingesetzt. Das 18th Field Artillery Battalion wurde komplett auf die T27-Werfer umgestellt. Als nachteilig erwies sich, dass die große Rauchentwicklung beim Start sowie die Abgasflammen vom Gegner leicht bemerkt werden konnten und somit die Feuerstellung preisgaben. Als Gegenmaßnahme wurde die „Shoot-and-scoot“-Taktik eingeführt. Diese sah einen schnellen Stellungswechsel nach Abschuss vor, um dem feindlichen Gegenfeuer zu entgehen.
Der T34 Calliope war ein 60-fach-Werfer, der auf einem M4 Sherman installiert worden war. Genutzt wurde er in geringem Umfang von der Third United States Army in Europa.
Trotz der vielfachen Verwendung der beiden Mehrfachraketenwerfer blieb die Haltung der Army ambivalent; sie wurden als eine temporäre Lösung erachtet. Keiner der Werfer wurde standardisiert, sie verblieben im Teststatus.
Für den Einsatz im Pazifikkrieg wurde der Einzelwerfer M12 entwickelt. Die Intention war, befestigte Stellungen im Direktfeuer bekämpfen zu können, wie etwa stark befestigte Bunker im unwegsamen Dschungel. Der M12-Werfer bestand aus einem einfachen Gestell mit Startrohr für den einmaligen Gebrauch. Vom Gewicht her war er von einer Person auf dem Rücken tragbar. Dadurch konnte der Werfer auch in Gebieten eingesetzt werden, die für Geschützfeuer nicht zugänglich waren. Der Werfer wurde gegen Ende des Krieges in der Schlacht um Okinawa verwendet.

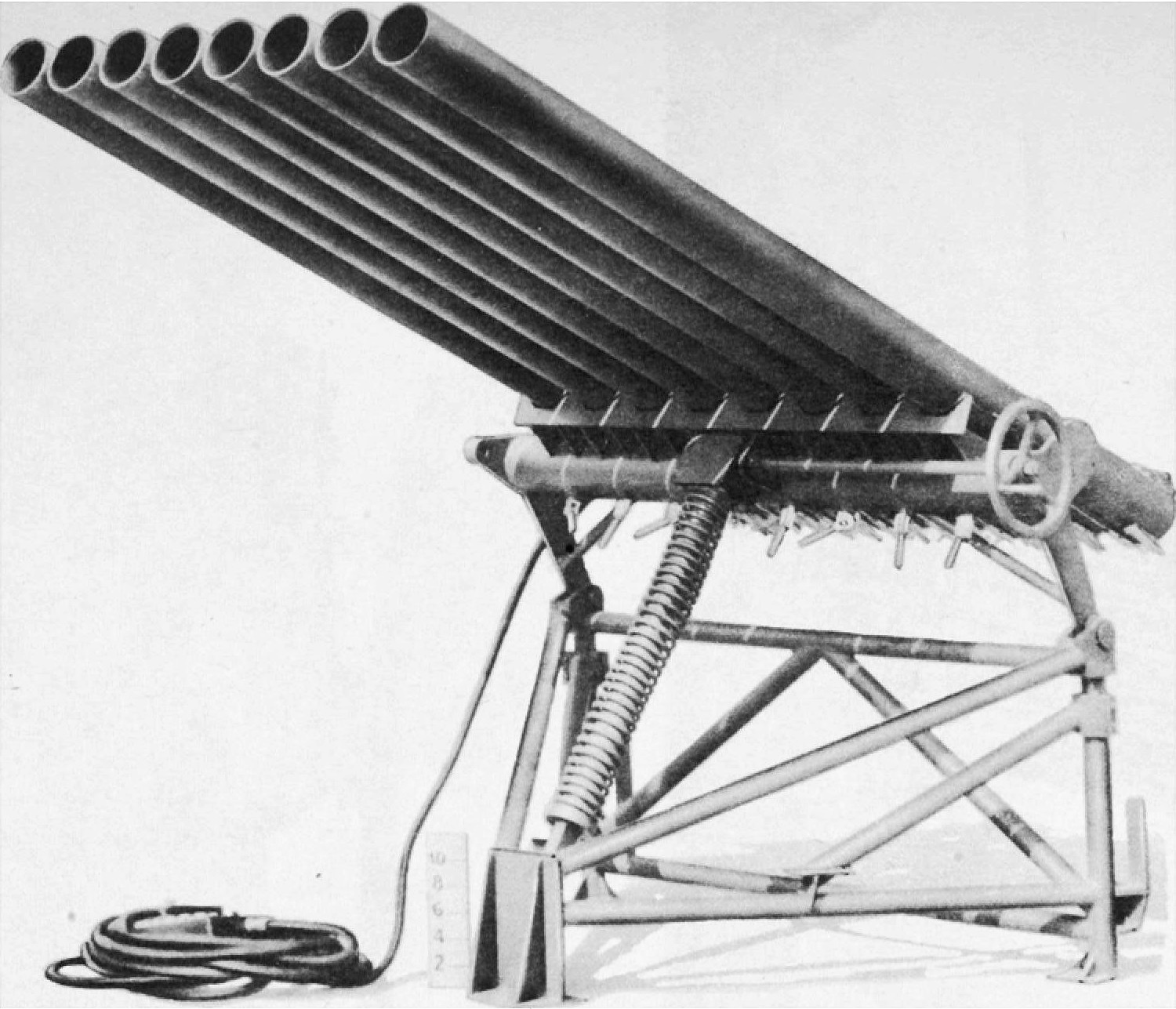
T27
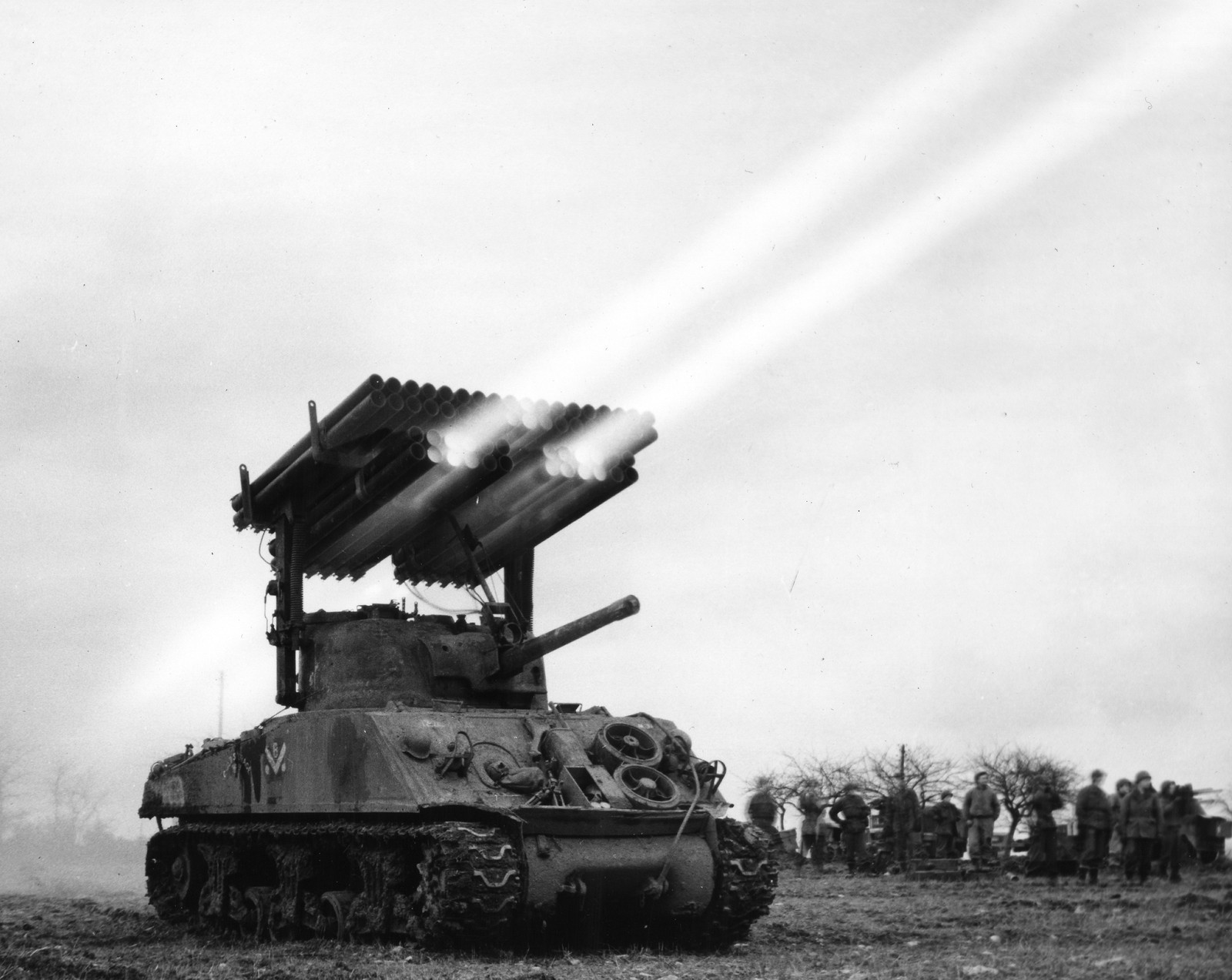
T34
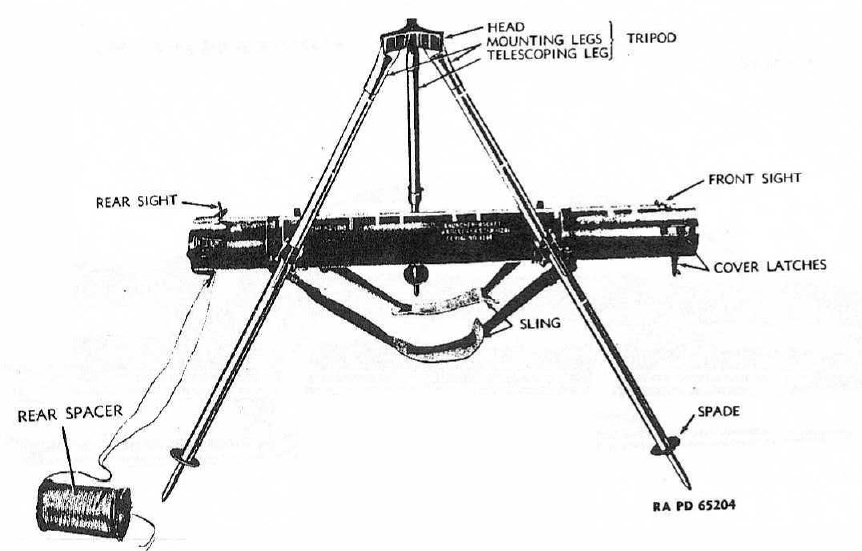
M12

Um die schlechte Zielgenauigkeit zu verbessern, wurde als Nachfolger die M16-Rakete entwickelt. Der wichtigste Unterschied war die Flugstabilisierung mittels Drall. Die M16 wurde kurz vor dem Kriegsende eingeführt; es ist nur ein Einsatz in Deutschland bekannt.
Im Zweiten Weltkrieg setzte die Sowjetunion mit der Katjuscha, Großbritannien mit der Landmatratze und das Deutsche Reich mit dem Nebelwerfer vergleichbare Boden-Boden-Raketen aus Mehrfachwerfern ein.

## Technische Daten
- Typ: Boden-Boden- und Luft-Boden-Rakete
- Gebaute Einheiten: 2.537.000[55]
- Länge: 81,2 cm
- Durchmesser: 11,4 cm (4,5 Zoll)
- Gewicht: 17,2 kg
  - davon Sprengstoff: 2 kg
  - davon Treibladung: 2,1 kg
- Reichweite: 3800 m
- Geschwindigkeit: 264 m/s; 950 km/h[56]

## Sonstiges
Die M8 ist nicht zu verwechseln mit der 4.5-Inch Beach Barrage Rocket, einer ähnlichen Rakete der US Navy, die ebenfalls aus dem Zweiten Weltkrieg stammt. Die verwendeten Mehrfachraketenwerfer waren T44 und T45.